# Vicente Bernikon
Vicente Bernikon (ur. 7 grudnia 1907 w Basakato del Oeste, zm. 14 września 1976) – gwinejski duchowny rzymskokatolicki, pierwszy biskup Malabo pochodzący z miejscowego duchowieństwa, administrator apostolski diecezji Santa Isabel i Bata.

## Biografia
7 lipca 1940 otrzymał święcenia prezbiteriatu i został kapłanem wikariatu apostolskiego Fernando Poo.
Gdy w wyniku antyklerykalnej i antyhiszpańskiej polityki prezydenta Francisco Macíasa Nguemy w 1971 biskup Santa Isabel Hiszpan Francisco Gómez Marijuán CMF musiał opuścić kraj, papież Paweł VI mianował ks. Bernikona administratorem apostolskim stołecznej diecezji (przemianowanej 14 kwietnia 1974 na diecezję Malabo).
9 maja 1974 bp Gómez Marijuán zrzekł się biskupstwa Malabo i w tym samym dniu papież Paweł VI mianował ks. Bernikona nowym biskupem Malabo. 25 sierpnia 1974 przyjął sakrę biskupią z rąk pronuncjusza apostolskiego w Kamerunie i delegata apostolskiego w Gwinei Równikowej abpa Luciano Storero. Współkonsekratorami było dwóch kameruńskich hierarchów: biskup Bafoussam Denis Ngande oraz biskup Bamendy Paul Mbiybe Verdzekov.
W 1975 bp Bernikon został dodatkowo mianowany administratorem apostolskim diecezji Bata. Jego pontyfikat przypadł na okres rządów Francisco Macíasa Nguemy. Reżim próbował wyeliminować wszelkiego rodzaju chrześcijańską obecność w kraju. Wydalił zagranicznych biskupów i misjonarzy oraz więził niemal wszystkich rodzimych księży. W obu rządzonych przez bpa Bernikona diecezjach zamknięto seminaria duchowne.